# OSCA
Officine Specializzate Costruzioni Automobili - Fratelli Maserati SpA (kratica O.S.C.A., OSCA ali Osca) je nekdanja italijanska tovarna in moštvo Formule 1, ki je v Formuli 1 sodelovalo med sezonama 1951 in 1952.